# Axiographie
Eine Axiographie (auch Condylographie, Kondylografie oder Pantografie) ist die kinematische Methode, um die Bewegungsabläufe der Kiefergelenke aufzuzeichnen. Mit Hilfe der Aufzeichnung wird die individuelle Scharnierachse der Kiefergelenke bestimmt und die Grenzbewegungen der Kondylen registriert. Die Methode ist eine mögliche Voraussetzung für die exakte Modellübertragung in den Artikulator und dessen Programmierung bezüglich der Kondylarbahnneigung, der Bennettbewegung und der Front-/Seitenzahnführung. Der Ursprung des Wortes Axiographie ist vom Axiograph abgeleitet, welcher vom Münchener Zahnarzt Heinz Mack 1978 entwickelt wurde.